# 颯田直斗
颯田 直斗（さった なおと、7月18日 - ）は、日本の漫画家。愛知県出身。B型。
巫女、日本神話、神道を題材にする作品を得意とする。

## 主な作品

### 漫画
『絶対防空!まじょ巫女ひそか』（『MC☆あくしず』）
『巫女と科学の嘘八百万』（『FlexComixブラッド』、フレックスコミックス）全3巻
『ダーウィン』（『週刊マンガ世界の偉人』、朝日新聞出版）全1巻
『戦国BASARA ～Soul revolution～』（電撃コミックスNEXT）全1巻

### 挿絵
『女皇の帝国 内親王那子様の聖戦』（ワニノベルズ新書）全6巻

## エピソード
2018年5月、颯田が日本の友人とともに台湾のある旅館に宿泊した。旅館の女性従業員がチェックアウトの後に伝言ノートを見たら、二人の女性が台湾の包子（豚饅）と牛肉麺を食べている絵の脇に「台湾飯好吃」（台湾の料理はおいしい）、「豊受大神」、「天照皇大神」といった文字や嘉義、宜蘭、基隆など日本統治時代の台湾にあった神社の名前が書かれていて、絵の右下に「颯田直斗」の署名が書かれていた。この女性従業員がネットで颯田の事を調べた時、有名な漫画家だった事を知って感激。facebookにこの出来事を紹介したあと、「颯田さん、台湾を好きになってくれてありがとう。私はマンガに詳しくないけれど、私たちの宿に来てこんなに素晴らしい作品を残してくれたことに心から感謝します」とお礼のメッセージを書き込んだという。　
2019年2月、台湾・高雄市内で財布を無くしたが、現地の警察の協力で見つかった。颯田が警察にお礼のイラストを贈った。
2019年3月、漫画家をしながら通っていた國學院大學の卒業と神職資格の取得を自身のTwitterにて報告。卒論テーマは「コンテンツとしての神道の可能性」。